# 国土交通委員会
国土交通委員会（こくどこうつういいんかい）は、日本の衆議院・参議院における常任委員会の一つ。国会法第41条2項10号及び同条3項10号に規定される。

## 概要
国土交通委員会は、衆議院、参議院にそれぞれ置かれる常任委員会である。国土交通委員会が最初に置かれたのは、2001年1月31日に召集された第151回国会である。衆参の国土交通委員会はそれぞれの議院規則により所管が定められており、国土交通省を対象とする（衆議院規則92条2号、参議院規則74条2号）。具体的には、国土、建設、陸海空の運輸、北海道開発、気象、海上保安等などである。
委員会の委員は、議院において選任される（国会法42条1項）。委員の選任は、すべて議長の指名によって行われる（衆議院規則37条、参議院規則30条1項）。実際には、各議院運営委員会において、各会派の議席数に応じて各委員会の委員の員数も配分され、個別の人事は配分された員数の範囲内で各会派によって行われる。
委員長は、委員の互選（国会法第25条）もしくは議長において指名（衆議院規則第15条第1項、参議院規則16条2項）で選任されると定められているが、後者の場合がほとんどである。この場合、事前に各会派間で協議された常任委員長各会派割当てと会派申出の候補者に基づいておこなわれる。なお、委員長に事故があった場合は理事が職務を行うことになっている（衆議院規則第38条第2項、参議院規則31条3項）。
理事の選任は委員の互選（衆議院規則第38条第2項、参議院規則32条2項）となっているが、第1回国会以来すべて委員長の指名により行われている。理事の員数および各会派割当ては議院運営委員会で決定した基準により、選挙など会派の構成が大きく変わった際に見直される。
2001年1月に実施された中央省庁再編で建設省、運輸省、国土庁、北海道開発庁が国土交通省に統合されたことを受けて設置された委員会であり、それまでの運輸委員会、建設委員会、国土委員会を統合した性格を有す。

## 衆議院
- 衆議院における委員の選任は、総選挙後初めて召集される会期の始めに行われる（国会法第42条および衆議院委員会先例集9号）か、国会法または衆議院規則の改正により必要となったとき（衆議院委員会先例集10号）のみであり、その他の場合は異動とみなし、委員の辞任と補欠選任で対処することになっている。
- 多くの会派は、総選挙後の国会と毎年秋に召集される臨時国会の冒頭で各委員の構成を見直すことを例としていることから、実際に委員の構成が大きく変わるのはその際である。
- 委員の会派割当数は所属議員の比率により議院運営委員会において決定される（国会法第46条および衆議院委員会先例集12号）。

### 組織
衆議院国土交通委員会の員数は45人である（衆議院規則92条）。委員長1名、理事8名が選出または指名される。
衆議院国土交通委員会の組織
2025年（令和7年）5月30日現在
- 委員長：井上貴博（自由民主党・無所属の会）
- 理事 
  - 自由民主党・無所属の会：勝俣孝明、加藤鮎子、中谷真一
  - 立憲民主党・無所属：城井崇、神津たけし、森山浩行
  - 日本維新の会：奥下剛光
  - 国民民主党・無所属クラブ：西岡秀子
- 委員
  - 自由民主党・無所属の会：石橋林太郎、大西洋平、梶山弘志、加藤竜祥、金子恭之、工藤彰三、国定勇人、小寺裕雄、小森卓郎、高見康裕、田所嘉徳、谷公一、土屋品子、西田昭二、三反園訓
  - 立憲民主党・無所属：阿久津幸彦、尾辻かな子、小宮山泰子、下条みつ、白石洋一、津村啓介、長友よしひろ、伴野豊、松田功、馬淵澄夫、谷田川元
  - 日本維新の会：阿部弘樹、井上英孝、徳安淳子　
  - 国民民主党・無所属クラブ：鳩山紀一郎、古川元久
  - 公明党：赤羽一嘉、西園勝秀
  - れいわ新選組：多ケ谷亮
  - 日本共産党：堀川あきこ
  - 有志の会：福島伸享

### 所管事項
衆議院国土交通委員会の所管事項は次の通り（衆議院規則92条）。
1. 国土交通省の所管に属する事項

国政調査案件
1. 国土交通行政の基本施策に関する事項
2. 国土計画、土地及び水資源に関する事項
3. 都市計画、建築及び地域整備に関する事項
4. 河川、道路、港湾及び住宅に関する事項
5. 陸運、海運、航空及び観光に関する事項
6. 北海道開発に関する事項
7. 気象及び海上保安に関する事項

## 参議院

### 組織
参議院国土交通委員会の員数は25人である（参議院規則74条）。委員長1名、理事数名が選出または指名される（参議院規則第16条及び31条）。
参議院国土交通委員会の組織
2025年（令和7年）6月1日現在
- 国土交通委員長：小西洋之（立憲民主・社民・無所属）
- 理事
  - 自由民主党： 朝日健太郎、佐藤信秋
  - 立憲民主・社民・無所属：森屋隆
  - 公明党：安江伸夫
  - 日本維新の会：青島健太
- 委員
  - 自由民主党：江島潔、高橋克法、高橋はるみ、豊田俊郎、永井学、長谷川岳、宮崎雅夫、𠮷井章、吉川有美
  - 立憲民主・社民・無所属：小沼巧、杉尾秀哉
  - 公明党：佐々木さやか、里見隆治
  - 日本維新の会：石井章
  - 国民民主党・新緑風会：濱口誠
  - 日本共産党：大門実紀史
  - れいわ新選組：木村英子

### 所管事項
参議院国土交通委員会の所管事項は以下の通り（参議院規則74条）。
1. 国土交通省の所管に属する事項

国政調査案件
1. 国土の整備、交通政策の推進等に関する事項

## 所管国務大臣
委員会が審査又は調査を行うときは、政府に対する委員の質疑は、国務大臣又は内閣官房副長官、副大臣若しくは大臣政務官に対して行う（衆議院規則45条の2、参議院規則42条の2）。どの国務大臣等に対して出席を求めるかは、各議院の委員会において、委員長及び理事の協議で決定される。国土交通委員会において出席を求められる主な国務大臣等は、以下の通り。
- 国土交通大臣
  - 中野洋昌（公明党）
- 国土交通副大臣
  - 高橋克法（自由民主党）
  - 古川康（自由民主党）
- 国土交通大臣政務官
  - 国定勇人（自由民主党）
  - 高見康裕（自由民主党）
  - 𠮷井章（自由民主党）